# Chalchicomula de Sesma (kommun i Mexiko)
Chalchicomula de Sesma är en kommun i Mexiko.   Den ligger i delstaten Puebla, i den sydöstra delen av landet, 180 km öster om huvudstaden Mexico City.
Följande samhällen finns i Chalchicomula de Sesma:
- Ciudad Serdán
- San Pedro Temamatla
- Los Ricardos
- Jesús Nazareno
- Las Palmas
- San Isidro Canoas Altas
- Álvaro Obregón
- Jesús María
- Maravillas
- Concepción Oviedo
- Dolores Buenpaís
- Guadalupe Sabinal
- San Blas Tecolotepec
- El Reclusorio
- San Antonio Tecajetes
- Villa Reales de Serdán
- San Pedro Concepción Candelaria